# Французький Союз
Францу́зький Союз (фр. Union française)  — колишнє державне утворення у складі французької метрополії (Четверта Французька республіка) та колоніальних володінь Франції після Другої світової війни. Столицею співдружності держав був Париж.

## Склад
Французький Союз мав п'ять компонентів:
1. Метрополія Франції, яка включала материкову частину Франції, Корсику та чотири департаменти французького Алжиру.
2. «Старі» колонії, зокрема колонії Французької Вест-Індії в Карибському басейні, які стали заморськими департаментами в 1946: Гваделупа, Гвіана, Мартиніка та Реюньйон.
3. «Нові» колонії, перейменовані на заморські території: Чад[en], Коморські острови[en], Конго, Дагомея, Французька Індія, Французька Полінезія, Французький Сомаліленд, Габон, Гвінея, Кот-д'Івуар, Мадагаскар[en], Мавританія[en], Нова Каледонія, Нігер[en], Сен-П'єр і Мікелон, Сенегал, Французький Судан, Убангі-Шарі і Верхня Вольта.
4. Асоційовані держави: протекторати Французький Індокитай, Французьке Марокко та Французький Туніс[1].
5. Підопічні території ООН, такі як Французький Камерун і Французький Тоголенд, правонаступники мандатів Ліги Націй.

## Історія
Французький союз був створений згідно конституції Франції від 27 жовтня 1946 року (Четверта Республіка). В констиуції говорилося, що де-факто французьких колоній не було, але Франція, заморські департаменти та території об'єдналися з ціллю створення Французького Союзу, або єдиної Франції.
Метою цього союзу було «освоєння заморських територій в більшій Франції, де проживають громадяни Франції, для поширення французької культури.» У той час як англійська колоніальна система мала місцеві колоніальні уряди, які в кінцевому результаті перетворилися на окремі національні уряди; Франція намагалася створити єдиний уряд під Французькою Державою. 
Насправді, колоніальні райони мали лише французьке представництво, тож вся влада залишилася в самій Франції і, таким чином, була централізованою. Колонії мали місцеві збори, але вони мали лише обмежену місцеву владу. Натомість, вихідці із заморських територій у столиці Франції створили власні елітні кола, називаючи себе еволюціонерами.
31 січня 1956, у відповідь на Алжирську війну, система змінилася, відмовившись від асиміляції на користь автономії, дозволивши територіям розвивати власне місцеве самоврядування та зрештою отримати незалежність. Однак це пристосування не принесло успіху, і в 1958 Французький Союз був замінений на Французьку співдружність П'ятою республікою Шарля де Голля, де Франція тепер була федерацією держав з власним самоврядуванням.

## Тодішні погляди на Французький Союз
Обмежені демократичні реформи та збільшення інвестицій у французькі колонії, викликані утворенням Французького Союзу, справді отримали певну підтримку з боку африканських лідерів у той час. Наприклад, Фелікс Уфуе-Буаньї, на той час член французької Національної асамблеї, дуже підтримував інвестиції Франції в Кот-д'Івуар через Центральний фонд Франції за кордоном, який виплатив понад 600 мільярдів франків французьким колоніям. Він також підтримував більші демократичні свободи, які були надані африканцям у Союзі, такі як нові обрані територіальні асамблеї.
Леопольд Сенгор так само підтримував Французький союз і після відвідин Кот-д'Івуару (Côte d'Ivoire) в 1952 вважав, що співпраця між Францією та її колонією є взаємовигідною і що така французька допомога має бути «поширена... на всі території Федерації».
Ще більшу підтримку Французький Союз отримав від Французького Тоголенду, нинішнього Того, де в червні 1955 обрана на місцевому рівні територіальна асамблея одноголосно проголосувала за пропозицію залишитися у сфері впливу Франції.
З іншого боку, існував народний опір Французькому Союзу. За словами Луїзи Райс, збільшення кількості африканських студентів, які навчаються у Франції після створення Союзу, призвело до усвідомлення серед них протиріччя між колоніальним наративом рівності та реальністю, таким чином посиливши опір його нібито егалітарним інститутам. Конкретним прикладом цього опору стався День взяття Бастилії 1952, коли групу західноафриканських студентів, які поверталися додому кораблем, не допустили до святкування через те, що вони подорожували третім класом. Студенти стверджували, що їх дискримінували через їхню расу, але капітан судна сприйняв ці звинувачення з подивом, вважаючи, що їхнє виключення було лише через «внутрішній порядок на кораблі, який не мав нічого спільного з расистськими теоріями». Цей приклад є мікрокосмосом різних сучасних думок Французького Союзу. З одного боку, існує думка, що всі громадяни Союзу, будь то французи чи африканці, рівні і до них ставляться як до них. З іншого боку, що він інституційно виключав африканців і що, незважаючи на уявні зміни, Французький Союз був лише продовженням колоніалізму під новою маскою.
Крім того, серед французьких чиновників існувала думка, що Французький Союз є важливою частиною більш широкого європейського економічного та політичного проекту, тобто Європейського економічного співтовариства (ЄЕС). Дійсно, за словами Пео Хансена та Стефана Йонссона, на початку створення ЄЕС інтеграція Африки в економічний блок була важливою стратегічною метою для його архітекторів і прихильників.
Один із цих прихильників, міністр закордонних справ Франції Крістіан Піно, сказав у 1957, що продовження розвитку Африки Європою перетворить континент на «суттєвий фактор у світовій політиці», а зменшення бідності допоможе запобігти комуністичному впливу. Тут ми бачимо, що Французький Союз розглядався французьким урядом як корисний інструмент як для консолідації європейської економічної інтеграції, так і для боротьби у Холодної війні.
Модель ЄЕС також використовувалася африканськими лідерами, щоб виправдати подальше членство своїх країн у Французькому Союзі. Наприклад, Уфуе-Буаньї писав у 1957, що, «відмовившись від частини свого суверенітету», європейські країни створять «досконалішу форму цивілізації, яка є більш вигідною для їхніх народів», яка виходить за межі відсталого націоналізму. Сенгор повторює цю точку зору, стверджуючи, що «було б безглуздо культивувати партикуляризм в Африці», і що натомість має бути мета повністю видалити кордони, сформувавши великий економічний/політичний блок. Тут ми бачимо думку про те, що більша інтеграція в економічні та політичні блоки, такі як Французький Союз і ЄЕС, розглядалася як французькими офіційними особами, так і деякими африканськими лідерами як прогресивна, перспективна, і в їхніх інтересах це зробити.

## Вихід із Французького Союзу
- Камбоджа вийшла 25 вересня 1955[13].
- Південний В'єтнам вийшов 9 грудня 1955[14].
- Лаос вийшов 11 травня 1957, змінивши свою конституцію[15].